# Europäische Vereinigung der Förder- und Lagertechnik
Die Europäische Vereinigung der Förder- und Lagertechnik (FEM, nach dem französischen Namen des Verbands Fédération Européenne de la Manutention, englisch European Federation of Materials Handling and Storage Equipment) ist ein Wirtschaftsverband und repräsentiert mehr als 1000 Unternehmen der Förder- und Lagertechnik in Europa. Sitz der 1953 gegründeten Organisation ist Brüssel, Belgien.

## Mitglieder
Mitglieder der FEM sind 13 nationale Verbände aus
- Belgien (Agoria asbl)
- der Schweiz (Swissmem)
- Deutschland (Verband Deutscher Maschinen- und Anlagenbau)
- Spanien (Asociacion Espanola de Manutencion)
- Frankreich (CISMA)
- Finnland (Technology Industries of Finland)
- Großbritannien (British Materials Handling Federation)
- Italien (Associazione Italiana Sistemi di Sollevamento, Elevazione et Movimentazione)
- Luxemburg (Fédération des Industriels Luxembourgeois Groupement des Constructeurs et Fondeurs)
- Niederlande (Vereniging FME-CWM)
- Polen (ANEMM)
- Schweden (Teknikföretagen)
- Türkei (ISDER).

Eine direkte Mitgliedschaft einzelner Unternehmen ist nicht möglich.
Die vom Verband herausgegebenen technischen Regeln besitzen großes Ansehen und einen ähnlichen Stellenwert wie Normen. In Deutschland verweisen die Unfallverhütungsvorschriften teilweise auf die FEM-Regeln.